# Hohe Munde
La Hohe Munde est un sommet des Alpes, à 2 662 m d'altitude, dans le Wetterstein, et en particulier dans le chaînon de Mieming, en Autriche (land du Tyrol).

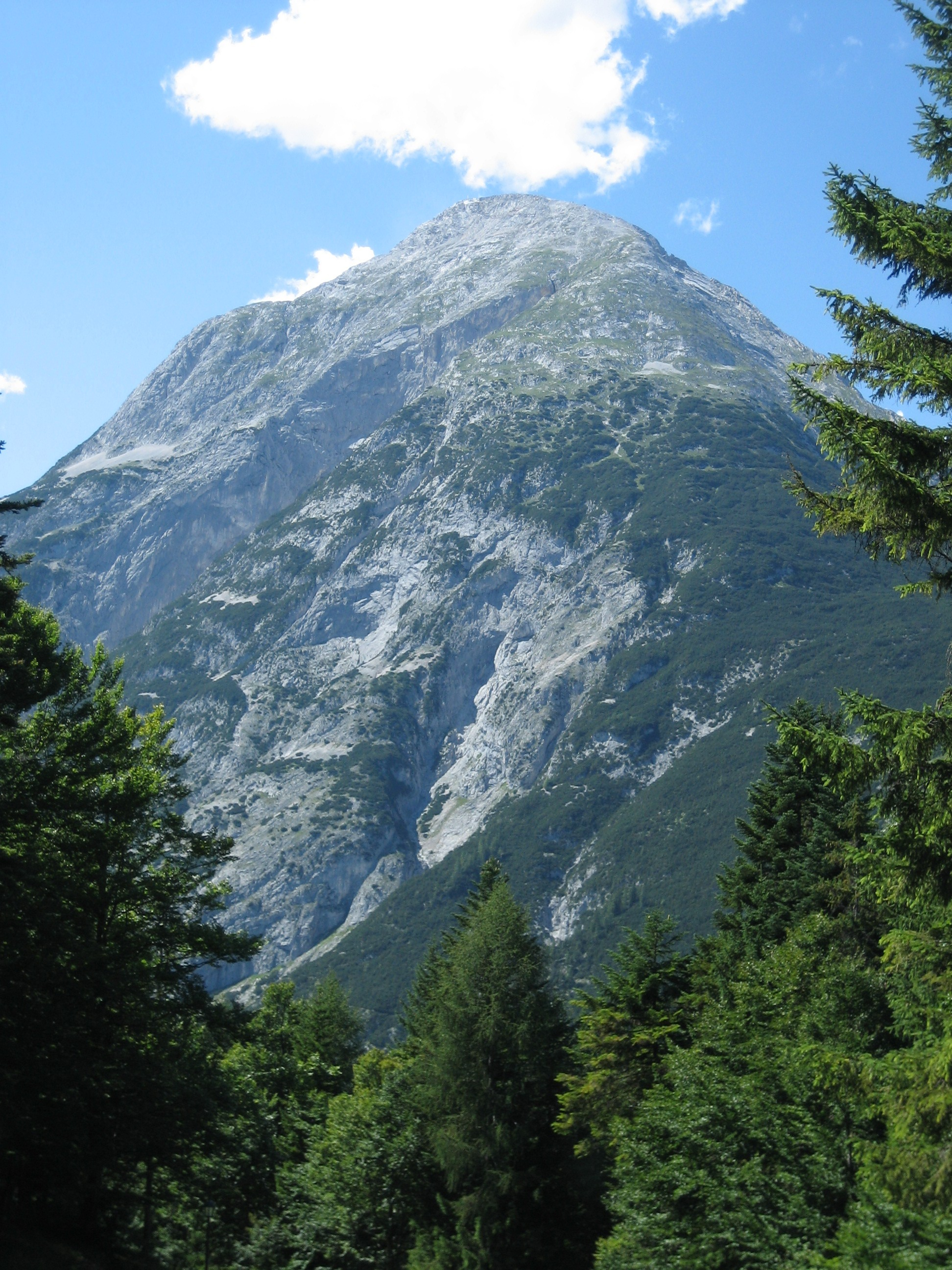
Le Hohe Munde vu de Leutasch.